# Ходзько, Игнацы
Игна́цы Хо́дзько (пол. Ignacy Chodźko; 29 сентября 1794, деревня Заблощина у северной окраины деревни Костеневичи, ныне Людвиновский сельсовет Вилейского района Минской области Беларуси — 1 августа 1861, имение Девятни, ныне деревня Новосады Вилейского района) — белорусский и польский писатель; племянник Яна Ходзько.

## Биография
Родители – Антоний Ходзько и Екатерина из Видмантов. В 10-летнем возрасте начал учёбу в Борунской базилианской школе.
В 1810—1814 годах учился в Виленском университете, который окончил со ступенью кандидата философии.
В 1814 году, после смерти своего отца, попал под опеку своего дяди – известного драматурга и масона Яна Ходзьки. В Варшаве Игнатий Ходзько стал вхож в круги масонов и литераторов. Состоял членом Общества шубравцев, в котором был известен под именем «Рифмоплет».
В 1826 году поступил на службу в Радзивилловскую канцелярию. Состоял в масонских ложах Вильно и Минска. Занимал различные общественные должности: почетного попечителя училищ Свенцянского уезда.
С 1855 года – член Виленской археологической комиссии.
В 1855 году во время путешествия по Виленской губернии, известный краевед Адам Киркор вместе с Домиником Ходзько и князем Тадеушем Пузыной приехал в гости к Игнацы Ходзько в его имение Девятни. Затем они вместе поехали в Августово, имение Генриха Свянтецкого (зятя Игнацы Ходзько) которое располагалось на берегу озера Нарочь возле современной деревни Занарочь.
С 1858 года – член и вице-президент Комитета по улучшению быта крестьян Виленской губернии.
В 1859 году Игнатий Ходзько вместе с Адамом Киркором являлся действительным членом личного состава Музеума древнойстей Виленской археологической комиссии.
В 1861 году — избран мировым посредником.
Большую часть жизни провёл в имении Девятни (ныне деревня Новосады Вилейского района).

## Творческая деятельность
Игнацы Ходзько писал на польском языке, его произведения опирались на местную деревенскую провинциальную тематику. Публиковал произведения в издании шубаровцев «Wiadomości Brukowe». Одновременно в журнале «Dziennik Wilenski» печатались его стихотворные произведения.
Первая повесть И. Xодзьки под названием «Poddany» (Крепостной) была напечатана в 1829 году.  Вслед за ней были напечатаны другие повести «Samowar» (Самовар), «Ranek przed slubem» (Утро перед свадьбой) , «Brzegi Wilii» (Берега Вилии).
Излюбленным жанром была гавенда (пол. gawęda) — имитирующее устный рассказ повествование о недавнем прошлом. Выпустил шесть серий гавенд пол. Obrazy litewskie («Литовские образы», 1842—1862).
В 1847 году появилась известная повесть «Domek mojego dziadka» (Домик моего дедушки), в которой И. Ходзько описал свое детство.
Его пол. Pamiętniki kwestarza (Записки квестара, 1851) оказали влияние на развитие исторического романа и, в частности, на творчество Генрика Сенкевича.
Популярностью у читателей пользовались его «Podania Litewskie» (Литовские предания, 1852 и 1854) и «Dwie konwersacye z przeszlosci» (Два разговора из прошлого).
Перу И. Ходзьки принадлежат также повести «Jubilensz» (Юбилей), «Duch opiekunezy» (Опекунский дух), «Autor swatem» (Автор сватовства), «Panna respectowa» (Респектная госпожа, 1851), «Dworki na Antokolu» (Дворики на Антоколе, 1854), «Zegota z Milanowa Milanowski» (Жегота из Миланова Милановский, 1854), «Pustelnik w Proniunach» (Отшельник в Пронюнах, 1858). Элегия «Rocznica» (Годовщина) посвящена умершей дочери.

## Глазами современников
Адам Киркор в книге "Живописная Россия: Отечество наше в его земельном, историческом, племенном, экономическом и бытовом значении: Литовское и Белорусское Полесье" (1882) о нём написал:
"Игнатий Ходзько - знаменитейший из польских повествователей. Его Obrazy litewskie снискали ему громкую известность. Друг и родственник (по жене) Одынца и Корсака, он, под их влиянием, сделался горячим сторонником романтизма, хотя прежде, под влиянием дяди своего Яна, придерживался классицизма. Игнатий Ходзько в полном смысле слова Литвин. Литва у него во всем как живая; с легкостью и какою-то особенною задушевностью, он изображает живыми красками домашнюю жизнь, обряды, обычаи, то вдруг воскрешает в памяти давно минувшие деяния, предания, рисует исторические личности, и все это с такою естественностью, с таким неподражаемым умением приковывать внимание читателя, что невольно очаровывает его. Некоторые же из его сочинений, как, например, "Дворики на Антоколи" (в Вильне), "Дом моего деда" и др., даже в будущем будут иметь высокое значение, как верные этнографические снимки быта и обычаев. Игнатий Ходзько родился и умер (1795-1861) в родовом своем имении Дзевентне, в Свенцянском уезде, Виленской губернии".

## Память
Адам Киркор свидетельствует, что по дороге к Свирскому озеру из Добровлян и Потулина, владений княжны Пузыни (писательница Габриелла Гюнтер) на обочине лежал огромный валун. Княжна Пузыня рассказывала, что тот валун называется Игнатовым, так как Игнацы Ходзько всегда останавливался возле него, садился на него и размышлял.

## Семья
Жена - Людвига, дочь дворянина Михаила Мацкевича.
Его внучка Мария Свионтецкая во Франции во втором браке вышла замуж за дворянина Виленской губернии Густава Чеховича.

### Избранные труды
- Очерки Литвы. Извлечения // Исторический вестник. – 1880. – Том 1. – № 1. – С. 191-209. – Под загл.: Домик моего дедушки.
- Записки квестара. Главы I - IV // Исторический вестник. – 1880. – Том 2. – С. 119-150.
- Chodźko I. Pisma Ignacego Chodźki. – t. 2. Obrazy litewskie: serya IV-VI. – Wilno: Nakł. i druk. Józefa Zawadzkiego, 1880-1881.
- Chodźko Ignacy. Boruny. – Warszawa, 1908.
- Раса нябёсаў на зямлі тутэйшай: Беларуская польскамоўная паэзія ХІХ стагоддзя: Вершы. – Мiнск, 1998.
- Успаміны квестара: (фрагменты з аповесці) // Край = Kraj: Дыялог на сумежжы культур. – Магілёў, 2000.

## Внешние ссылки
- Tygodnik Ilustrowany 1860, Ignacy Chodźko| Ссылки на внешние ресурсы                                                                                                                                                                                                                                                                                                                                                                                                                                                                  | Ссылки на внешние ресурсы                                                     |
| --- | ----------------------------------------------------------------------------- |
| Словари и энциклопедии | - Брокгауза и Ефрона - Литовская универсальная - Русский биографический - PWN |
| \| В библиографических каталогах \| В библиографических каталогах \| \| ---------------------------------------------------------------------------------------------------------------------------------------------------------------------------------- \| ----------------------------- \| \| - BNF: 145378630 - GND: 118995960 - ISNI: 0000000071426050 - LCCN: no90010210 - NKC: js2013746426 - NUKAT: n97010316 - SUDOC: 079273521 - VIAF: 27303418 - WorldCat VIAF: 27303418 \| \| |                                                                               |
| В библиографических каталогах |                                                                               |
| - BNF: 145378630 - GND: 118995960 - ISNI: 0000000071426050 - LCCN: no90010210 - NKC: js2013746426 - NUKAT: n97010316 - SUDOC: 079273521 - VIAF: 27303418 - WorldCat VIAF: 27303418 |                                                                               |